# Cá bàng chài vân
Leptoscarus vaigiensis là loài cá biển duy nhất thuộc chi Leptoscarus trong họ Cá mó. Loài này được mô tả lần đầu tiên vào năm 1824.

## Từ nguyên
Từ định danh của chi được ghép bởi hai từ trong tiếng Hy Lạp cổ đại: leptós (λεπτός, "mảnh khảnh") và skáros (σκάρος, "cá mó"), hàm ý đề cập đến cơ thể thon dài của chúng so với những loài cá mó trong họ.

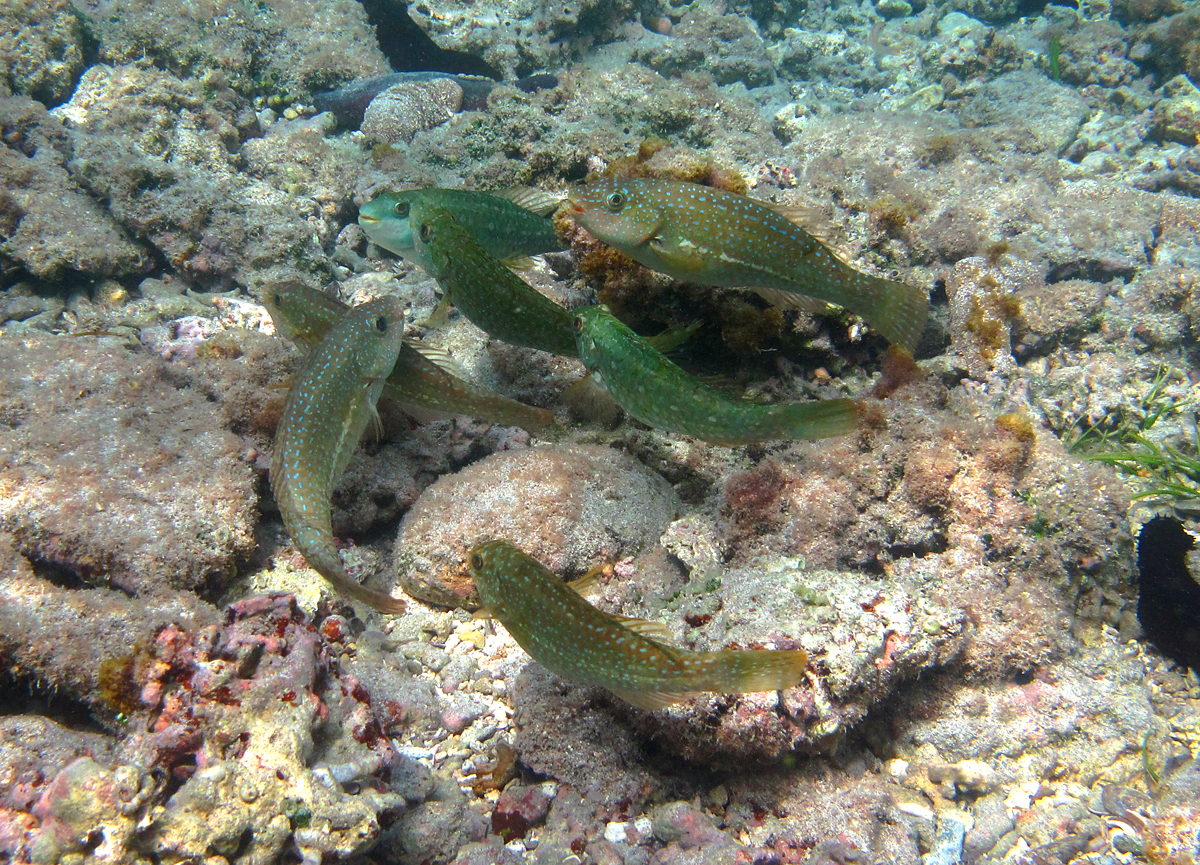
Một nhóm L. vaigiensis (cá đực có chấm xanh và sọc trắng trên thân)

Từ định danh của loài được đặt theo tên của đảo Waigeo của Indonesia (còn có tên gọi khác là Vaigiou), nơi mẫu định danh được thu thập (–ensis: hậu tố chỉ nơi chốn).

## Phạm vi phân bố và môi trường sống
L. vaigiensis có phạm vi phân bố rộng khắp khu vực Ấn Độ Dương - Thái Bình Dương, và còn được biết đến ở Đông Nam Đại Tây Dương (được biết đến tại vịnh False, Nam Phi).
Từ Biển Đỏ và vùng biển phía nam bán đảo Ả Rập, loài này được ghi nhận dọc theo bờ biển Đông Phi đến Nam Phi, bao gồm Madagascar và những đảo quốc trên Ấn Độ Dương, cũng như vùng biển phía Nam Ấn Độ và Tây Úc; tại Thái Bình Dương, L. vaigiensis xuất hiện ở hầu hết vùng biển các nước Đông Nam Á, ngược lên phía bắc đến vùng biển Nam Nhật Bản (bao gồm quần đảo Ogasawara), mở rộng phạm vi về phía đông đến các quần đảo, đảo quốc thuộc châu Đại Dương (trừ quần đảo Hawaii), trải dài đến tận đảo Phục Sinh, giới hạn phía nam đến quần đảo Poor Knight (New Zealand) và bờ biển Đông Úc.
Môi trường sống phổ biến của L. vaigiensis là các thảm cỏ biển hoặc nền đáy cứng có tảo phát triển phong phú, được tìm thấy trong những đầm phá và vịnh, độ sâu tối thiểu được ghi nhận là 15 m.

## Mô tả
L. vaigiensis có chiều dài cơ thể tối đa được biết đến là 35 cm. L. vaigiensis không có sự khác biệt đáng kể giữa cá đực và cá cái.
L. vaigiensis có màu ô liu hoặc xanh lục nâu, thường lốm đốm các vệt sẫm hoặc sáng màu. Cá đực có sọc trắng ở giữa thân và nhiều chấm màu xanh lam sáng trên cơ thể và các vây. Vây đuôi bo tròn.
Số gai vây lưng: 9; Số tia vây ở vây lưng: 10; Số gai vây hậu môn: 3; Số tia vây ở vây hậu môn: 9; Số tia vây ở vây ngực: 13–14.

## Sinh thái học
Thức ăn của L. vaigiensis trưởng thành chủ yếu là cỏ biển và tảo, trong khi cá bột ăn các loài giáp xác chân chèo. Cá bột có thể sống trong các bụi tảo trôi nổi của chi Sargassum (tảo mơ).
L. vaigiensis thường sống theo từng nhóm nhỏ. Không như những loài cá mó trong họ, L. vaigiensis không phải là loài lưỡng tính tiền nữ (cá cái chuyển đổi giới tính thành cá đực).
Loài này được đánh bắt để làm thực phẩm.